# Misje dyplomatyczne w Estonii
     Estonia
     Kraje, które mają swoje przedstawicielstwa dyplomatyczne w Republice Estońskiej z siedzibą w Tallinnie

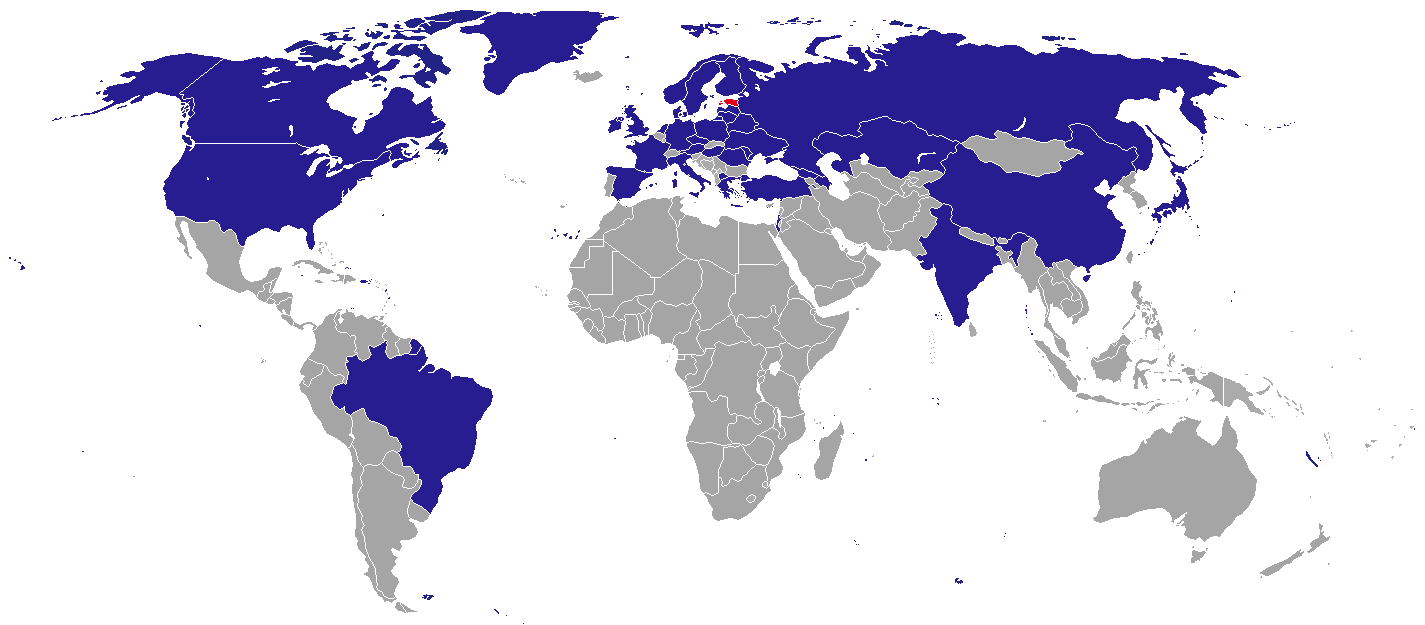
Estonia
Kraje, które mają swoje przedstawicielstwa dyplomatyczne w Republice Estońskiej z siedzibą w Tallinnie

Misje dyplomatyczne w Estonii – obecne przedstawicielstwa dyplomatyczne w Republice Estońskiej. Stan na styczeń 2022. Lista pomija ambasadorów wizytujących i konsulów honorowych.

## Misje dyplomatyczne w Estonii
Wszystkie przedstawicielstwa mają swoją siedzibę w Tallinnie
| - Austria - Białoruś - Czechy - Dania - Finlandia - Francja - Grecja - Hiszpania - Holandia - Irlandia - Islandia - Litwa - Łotwa - Macedonia Północna - Mołdawia - Niemcy - Norwegia - Polska - Rosja - Rumunia - Szwecja - Ukraina - Węgry - Wielka Brytania - Włochy | - Azerbejdżan - Chiny - Gruzja - Japonia - Kazachstan - Turcja - Australia | - Brazylia - Stany Zjednoczone |

## Misje dyplomatyczne przy innych państwach z dodatkową akredytacją w Estonii
W nawiasach podano miasto, w którym rezyduje dany przedstawiciel. Najwięcej ambasadorów mających siedzibę w innych stolicach z dodatkową akredytacją w Estonii rezyduje w Helsinkach (27). Rezydują oni także w Sztokholmie (15), Warszawie (11), Londynie, Rydze, Brukseli, Mińsku i Moskwie (po 3), Wilnie, Kopenhadze i Hadze (po 2) oraz w Kijowie, Pradze i w Oslo (po 1).
| - Albania (Warszawa) - Belgia (Helsinki) - Bośnia i Hercegowina (Sztokholm) - Chorwacja (Helsinki) - Cypr (Helsinki) - Czarnogóra (Warszawa) - Kosowo (Sztokholm) - Luksemburg (Praga) - Portugalia (Helsinki) - Serbia (Helsinki) - Słowacja (Helsinki) - Słowenia (Warszawa) - Szwajcaria (Ryga) - Stolica Apostolska (Wilno) | - Afganistan (Warszawa) - Arabia Saudyjska (Helsinki) - Armenia (Wilno) - Bahrajn (Paryż) - Bangladesz (Kopenhaga) - Filipiny (Warszawa) - Indie (Helsinki) - Indonezja (Helsinki) - Irak (Helsinki) - Iran (Helsinki) - Izrael (Helsinki) - Jordania (Haga) - Kambodża (Moskwa) - Katar (Moskwa) - Korea Południowa (Helsinki) - Kirgistan (Mińsk) - Kuwejt (Berlin) - Laos (Sztokholm) - Liban (Warszawa) - Malezja (Helsinki) - Mongolia (Sztokholm) - Mjanma (Berlin) - Nepal (Kopenhaga) - Oman (Londyn) - Pakistan (Warszawa) - Sri Lanka (Sztokholm) - Tadżykistan (Mińsk) - Tajlandia (Helsinki) - Turkmenistan (Mińsk) - Uzbekistan (Ryga) - Wietnam (Helsinki) - Zjednoczone Emiraty Arabskie (Sztokholm) - Nowa Zelandia (Warszawa) - Vanuatu (Bruksela) | - Algieria (Warszawa) - Angola (Sztokholm) - Botswana (Sztokholm) - Burkina Faso (Berlin) - Egipt (Helsinki) - Eswatini (Bruksela) - Etiopia (Haga) - Ghana (Berlin) - Gwinea (Moskwa) - Malawi (Berlin) - Mali (Berlin) - Mauretania (Berlin) - Maroko (Helsinki) - Namibia (Helsinki) - Nigeria (Kijów) - Południowa Afryka (Sztokholm) - Rwanda (Haga) - Sudan (Sztokholm) - Tanzania (Sztokholm) - Togo (Berlin) - Tunezja (Helsinki) - Zambia (Sztokholm) | - Argentyna (Helsinki) - Boliwia (Sztokholm) - Chile (Helsinki) - Kolumbia (Warszawa) - Ekwador (Berlin) - Gujana (Londyn) - Paragwaj (Berlin) - Peru (Helsinki) - Urugwaj (Helsinki) - Wenezuela (Oslo) - Antigua i Barbuda (Londyn) - Gwatemala (Sztokholm) - Honduras (Bruksela) - Kanada (Ryga) - Kuba (Helsinki) - Meksyk (Helsinki) - Nikaragua (Helsinki) - Panama (Warszawa) - Salwador (Sztokholm) |

## Misje konsularne w Estonii
uwzględniono jedynie konsulaty zawodowe

### Konsulaty generalne
- Konsulat Generalny Rosji w Narwie (Narwa)